# Silbengrenze
Als Silbengrenze, Silbenfuge oder Silbenjunktur bezeichnet man die Grenze zwischen zwei benachbarten Silben. Die Silbengrenze markiert zugleich das Silbenende der ersten und den Silbenanfang der zweiten Silbe. Die Bestimmung der Silbengrenzen bezeichnet man auch als Silbensegmentierung.
Die Silbengrenze ist ein lautliches Phänomen und wird im IPA mit einem Punkt bezeichnet. Silbengrenzen stimmen nicht unbedingt mit Morphemgrenzen oder der orthographischen Worttrennung überein.
Die Silbengrenze ergibt sich aus der individuellen Eigenart der jeweiligen Silbe:
- bei einer offenen Silbe (leere Koda) liegt die Grenze nach dem Vokal der ersten Silbe und vor dem Silbenkopf der nachfolgenden Silbe.
- bei einer geschlossenen Silbe definiert der Silbenschnitt die Grenze:
  - bei einer geschlossenen, schwach geschnittenen Silbe liegt die Grenze nach dem letzten Konsonanten der Koda der ersten Silbe und vor dem Silbenkopf der nachfolgenden Silbe.
  - bei einer geschlossenen, stark geschnittenen Silbe liegt die Grenze im Silbengelenk, also im ambisyllabischen Konsonanten.

## Silbengrenze und Stamm im Deutschen
Wegen der deutschen Auslautverhärtung treten am Silbenende keine stimmhaften Geräuschlaute (Obstruenten) auf. Das [b] im Wort „erblicken“ signalisiert also, dass die Silbengrenze nicht dahinter liegen kann, sondern davor liegen muss. Damit ergibt sich gleichzeitig die Stammgrenze und in Folge die Voraussetzung für eine morphologische Analyse des Worts.
Am Anfang eines vokalisch anlautenden Stammes liegt die Prothese eines Glottisverschlusses. Die Lateinschrift hat dafür kein Zeichen, die arabische Schrift das Hamza, die IPA-Lautschrift das davon abgeleitete ˀ. Da dieser Laut in der deutschen Standardaussprache an anderer Stelle nicht vorkommt, signalisiert er den Anfang des Stammes: aberkennen [ˈapˀɛrkɛnən], anerkennen [ˈanˀɛrkɛnən], beenden [bəˈˀɛndən].

## Wo genau liegt die Silbengrenze?
Hier eine Übersicht über die genaue Silbengrenze in trochäischen deutschen Erbwörtern:
| internukleares Szenario | internukleares Szenario           | Wortbeispiele | Wortbeispiele                                     | Anmerkungen |
| lautlich                | schreiblich                       | Silbengrenze | Worttrennung                                      | Anmerkungen |
| ----------------------- | --------------------------------- | --- | ------------------------------------------------- | --- |
| 1 Konsonant             | 1 Konsonantenbuchstabe            | Kna·be [ˈknaː.bə] | Kna-be                                            | |
| 1 Konsonant             | 2 oder mehr Konsonantenbuchstaben | entweder Wol·le [ˈvɔḷə] oder Wo·lle [ˈvɔ.lə] Entsprechend: Tasche [ˈtaʃə], sicher [ˈzɪçɐ], Sache [ˈzaχə], Zunge [ˈt͡sʊŋə] | Wol-le Ta-sche, si-cher, Sa-che, Zun-ge           | Bei Einzelkonsonantenlauten hinter einem Kurzvokal ist zu Zugehörigkeit des Konsonanten zur ersten oder zweiten Silbe ambivalent. In der Sprachwissenschaft werden hier zwei gegensätzliche Positionen vertreten. |
| 2 oder mehr Konsonanten | 1 oder mehr Konsonantenbuchstaben | rei·zen [ˈʀaɪ̯t͡sn̩], Lis·te [ˈlɪs.tə], Kar·pfen [ˈkaʁ.p͡fn̩], Lin·se [ˈlɪn.zə], Ul·me [ˈʊl.mə], Ängs·te [ˈɛŋs.tə]            | rei-zen, Lis-te, Karp-fen, Lin-se, Ul-me, Ängs-te | All jene Konsonanten gehören zur zweiten Silbe, die einen gemäß der Sonoritätshierarchie wohlgeformten Anfangsrand bilden: [p, t, k, b, d, g] > [f, v, s, z, ʃ, ç, x/χ, ʁ] > [m, n] > [l]                         |